# Barad
Barad es un pueblo montañoso en el norte de Siria, administrativamente parte de la Gobernación de Alepo, ubicada al noroeste de Alepo. Las localidades cercanas incluyen Burj Abdullah al noroeste, Kimar al norte, Aqiba al noreste y Nubl al este. El 21 de marzo de 2018, la aldea quedó bajo el control del Ejército Nacional Sirio.

## Demografía
Según la Oficina Central de Estadísticas de Siria, Barad tenía una población de 1.229 habitantes en el censo de 2004. Aunque los alrededores de Barad todavía están poblados, está catalogada como una de las Ciudades Muertas, Patrimonio de la Humanidad por la UNESCO. Es el yacimiento arqueológico más extenso de la zona, con un importante grupo de edificios que datan de la época bizantina.

## Restos arqueológicos
Los restos arqueológicos en los alrededores de Barad incluyen varias iglesias antiguas, un antiguo monasterio, unos grandes baños públicos, cinco almacenes, una casa de reuniones, una residencia de magistrados, un tetrapilo, dos monasterios y una catedral. La mayoría de ellos datan del período bizantino.
La catedral, conocida como la Iglesia de Julianos, fue construida entre 399 y 402 d. C. Es un edificio de grandes dimensiones que contiene una bimah (plataforma elevada) de considerable tamaño en el centro de la sala, que representa la centralidad de Jerusalén. Al final de su pared hay un atril. De las siete iglesias que se construyeron en el norte de Siria antes del año 400 d. C., la Iglesia de Julianos era una de las dos grandes basílicas de tres naves; las otras cinco eran más pequeñas, con una sola.
En el siglo VI se construyó una segunda iglesia en Barad. El monasterio, conocido como Qasr al-Barad, está situado a unos 1200 m al suroeste del sitio del pueblo.

## Historia reciente
En febrero de 2010, el maronita libanés Michel Aoun encabezó una delegación que visitó Barad para conmemorar el 1600 aniversario de la muerte de San Marón de Líbano.
El 22 de marzo de 2018, Barad fue bombardeado por Turquía durante la Operación Rama de Olivo. Varias estructuras importantes fueron dañadas o destruidas, incluyendo la tumba de San Marón y la Iglesia de Julianos.